# جان ال. بالدرستون
جان ال. بالدرستون (انگلیسی: John L. Balderston؛ ۲۲ اکتبر ۱۸۸۹–۸ مارس ۱۹۵۴) یک فیلم‌نامه‌نویس و نمایش‌نامه‌نویس اهل ایالات متحده آمریکا بود.

## فیلم‌شناسی
- Genius of the Marne (۱۹۱۹)
- میدان برکلی (۱۹۲۷) – نمایش‌نامه
- دراکولا (۱۹۲۹) – نمایش‌نامه – filmed in 1931 and 1979
- دراکولا (۱۹۳۱) – script
- فرانکنشتاین (۱۹۳۱) – wrote early script
- مومیایی (۱۹۳۲) – script
- سیاره سرخ (۱۹۳۲) – نمایش‌نامه
- میدان برکلی (۱۹۳۳) – script
- زندگی بنگال لانسر (۱۹۳۵) – script
- اسرار ادوین درود  (۱۹۳۵) – script
- عروس فرانکنشتاین (۱۹۳۵) – script
- Mark of the Vampire (۱۹۳۵) – uncredited writer
- Mad Love (۱۹۳۵) – script
- Peter Ibbetson (۱۹۳۵) – uncredited writer
- دختر دراکولا (۱۹۳۶) – uncredited writer
- The Amazing Quest of Ernest Bliss (۱۹۳۶) – script
- آخرین موهیکان  (۱۹۳۶) – script
- The Man Who Changed His Mind (۱۹۳۶) – script
- Beloved Enemy (۱۹۳۶) – script
- The Prisoner of Zenda (۱۹۳۷) – script
- بر باد رفته (۱۹۳۹) – uncredited writer
- نیویورک قدیمی کوچک (۱۹۴۰) – داستان اصلی
- پیروزی (۱۹۴۰) – script
- اسکاتلندیارد  (۱۹۴۰) – script
- Smilin' Through (۱۹۴۱) – script
- Stand by for Action (۱۹۴۲) – script
- تنسی جانسون (۱۹۴۲) – script
- چراغ گاز (۱۹۴۴) – script